# NieR: Automata
NieR:Automata (hay Nier: Automata) là một tựa game hành động nhập vai do PlatinumGames phát triển và được phát hành bởi Square Enix cho hệ máy PlayStation 4 và Windows. Trò chơi đã ra mắt tại Nhật Bản vào tháng 2 năm 2017 và trên toàn thế giới vào tháng sau. NieR:Automata là phần nối tiếp của NieR, ngoại truyện của dòng game Drakengard. Lấy bối cảnh ở giữa một cuộc chiến tranh giữa các phe phái máy móc với nhau được tạo ra bởi kẻ xâm lược ngoài hành tinh và tàn dư của nhân loại, cốt truyện theo chân một Android chiến đấu biệt danh 2B cùng với người bạn đồng hành của cô - 9S, cùng với một kẻ đào tẩu nguyên mẫu A2. Trò chơi kết hợp yếu tố nhập vai với hành động chiến đấu và nhiều loại gameplay khác tương tự với NieR.
Quá trình sản xuất bắt đầu vào năm 2014, trong đó người sáng tạo là Yoko Taro, nhà sản xuất Saito Yosuke và nhà soạn nhạc chính Okabe Keiichi, cùng với nghệ sĩ Yoshida Akihiko phụ trách thiết kế nhân vật. Câu chuyện dựa trên các chủ đề tương tự như các tác phẩm trước đó của Yoko, như sự diệt vong của con người, trong khi cũng bao gồm các đề tài như tìm kiếm ý nghĩa của cuộc sống và lý do của việc giết chóc. Mục đích là tạo ra một trò chơi NieR đúng với tinh thần của bản gốc, đồng thời tạo ra một hệ thống giao chiến tốt hơn. Là một dự án hoàn toàn mới đối với các nhà phát triển, đội ngũ nhân viên của PlatinumGames đã phải đối mặt với nhiều thách thức khi phát triển gameplay và môi trường thế giới mở.
Sau khi phát hành, NieR:Automata đã nhận và rất nhiều đánh giá tích cực, trong đó các nhà phê bình ca ngợi lối kể truyện, đặc tính, chiều sâu theo chủ đề, thiết kế âm nhạc, hệ thống chiến đấu, sự kết hợp các thể loại gameplay khác nhau, cũng như việc sử dụng các đoạn cắt cảnh để truyền tải cốt truyện. Trò chơi nhận những chỉ trích chủ yếu là về vấn đề hình ảnh và lỗi kỹ thuật của trò chơi.

## Lối chơi
NieR:Automata là một trò chơi hành động nhập vai trong đó người chơi đóng vai những Android chiến đấu thuộc đơn vị YoRHa trong một môi trường thế giới mở. Cùng với việc định hướng di chuyển, sử dụng những vật phẩm đặc biệt cho phép người chơi cưỡi những con thú hoang như lợn rừng, hươu, và trong một số màn chơi là những bộ giáp cơ động, có thể chuyển thành máy bay để chiến đấu với những kẻ địch trên không trung. Trong một số môi trường nhất định, góc camera chuyển từ góc nhìn thứ ba sang góc nhìn ngang. Một số khu vực có bục nhảy, bắt người chơi phải nhảy lên các vật thể để vượt qua. Người chơi cũng có thể nhận và thực thi các nhiệm vụ được giao bởi các NPC rải rác khắp thế giới trong game. Cửa hàng cho phép người chơi mua vật phẩm, bao gồm vật phẩm tiêu thụ giúp hồi máu.
Giao tranh chủ yếu theo phương thức hành động, người chơi sẽ phải đấu với các kẻ thù theo thời gian thực trong một môi trường mở. Trong giao tranh, người chơi có thể sử dụng các đòn tấn công nhẹ (tốc độ ra đòn nhanh nhưng yếu) và tấn công dồn lực (chậm nhưng nhiều sát thương). Người chơi cũng có thể tránh khỏi các đòn tấn công của kẻ thù bằng cách kết hợp các phím một cách chính xác khi kẻ địch tấn công và tung ra hiệu ứng phản công đặc biệt, thứ sẽ gây ra lượng lớn sát thương. Bên cạnh người chơi là những Pods, một dạng robot hỗ trợ có thể bắn đạn liên thanh hoặc laze, tên lửa. Có nhiều dạng vũ khí như kiếm ngắn, đại đao, thương, các loại nắm đấm, và cả đòn đánh tay không. Người chơi có thể kết hợp 2 loại vũ khí và đưa ra các dạng kết hợp đòn đánh khác nhau. Các loại vũ khí khác nhau cũng có cơ chế sạc và phóng để tăng sát thương. Ngoài ra, mỗi loại vũ khí cũng có cốt truyện riêng.
Trong quá trình chơi, có thể tăng kinh nghiệm, cấp độ, HP, lực phòng ngự và tấn công. Vũ khí được nâng cấp ở cửa hàng bán vũ khí, còn các dạng tăng tiến sức mạnh khác có thể nâng qua hệ thống Chip gắn vào người nhân vật. Số lượng chip gắn vào nhân vật là giới hạn và có thể mở rộng đến một mức độ nhất định. Chip cũng có thể được nâng cấp, và có thể kiếm được thông qua phá hủy các cỗ máy, làm nhiệm vụ hoặc mua trong cửa hàng. Nếu người chơi chết, sẽ được hồi sinh ở điểm Save Point gần nhất. Sau đó, người chơi có thể tìm lại xác chết trước đây để thu thập lại Chip, và có thể sửa chữa xác chết cũ để có thêm một đồng minh, nhưng xác chỉ tồn tại trong một thời gian nhất định.

## Tóm tắt

### Nhân vật và bối cảnh
NieR:Automata lấy bối cảnh hậu tận thế của vũ trụ Nier, diễn ra hàng nghìn năm sau các sự kiện trong trò chơi gốc. Vũ trụ hư cấu NieR tồn tại ở dòng thời gian thay thế trong loạt trò chơi Drakengard. Mặc dù tiếp nối truyền thống Drakengard về bầu không khí đen tối và cốt truyện phân nhánh, không có mối liên hệ tường thuật trực tiếp nào giữa NieR:Automata và phần còn lại của bộ truyện. Câu chuyện lấy bối cảnh vào năm 11945 sau Công nguyên và xoay quanh cuộc chiến ủy nhiệm giữa các Android do con người tạo ra và đội quân Machine xâm lược từ người ngoài hành tinh. Mặc dù bị cấm có cảm xúc và không có tên thật nhưng mỗi Android đều có một tính cách riêng biệt. Lực lượng Android "YoRHa" được chỉ huy từ Bunker, một căn cứ trinh sát quay quanh Trái đất. Chống lại các Machine, lực lượng YoRHa chiến đấu cùng với các Android trên Trái Đất được gọi là Quân Kháng chiến.
Nhân vật chính ban đầu của trò chơi là 2B (viết tắt của "YoRHa Số 2 Mẫu B"), một Android chiến đấu thuộc YoRHa có đặc điểm chính là điềm tĩnh và nghiêm túc. 2B đi cùng với 9S (viết tắt của "YoRHa Số 9 Mẫu S"), một Android trinh sát nam thể hiện nhiều cảm xúc hơn các đơn vị YoRHa khác. Trò chơi sau đó giới thiệu một nhân vật khác tên là A2 (viết tắt của "YoRHa Mẫu A Số 2"), một nguyên mẫu Android tấn công thử nghiệm thường hành động một mình. 2B và 9S được hỗ trợ bởi Pod 042 và Pod 153, những robot bay, hình hộp hoạt động như vũ khí tầm xa. Nhân vật phản diện chính của trò chơi là Adam và Eve, cặp song sinh điều khiển Mạng lưới Machine; và Cô Gái Váy Đỏ, một thực thể trong Mạng lưới Machine. Các nhân vật khác bao gồm Chỉ huy, sĩ quan hàng đầu của YoRHa; thủ lĩnh kháng chiến Anemone; Pascal, một Machine đã ngắt kết nối khỏi Mạng lưới, là trưởng làng của một ngôi làng nơi những Machine ghét xung đột và mong muốn hòa bình giữa Android và Machine; Devola và Popola, những Android đời đầu do con người tạo ra bị phân biệt đối xử do hành động trước kia từ những Android cùng loại; và Emil, người đã mất ký ức trong loạt trò chơi gốc.

### Cốt truyện
NieR:Automata là một trò chơi có 26 ending với 5 ending chính từ A - E, các ending từ F - Z là bad ending khi người chơi thực hiện một hành động cụ thể nào đó.
Lần chơi thứ nhất dưới góc nhìn của 2B, khi 2B cùng đội của cô mở đường để xâm nhập vào lãnh thổ của Machine, mục đích chính là tiêu diệt các mối đe dọa từ nhà máy sản xuất Machine để đảm bảo sự an toàn cho Quân Kháng chiến đang đóng quân gần đó. Đội của 2B bị tiêu diệt, cô là người sống sót duy nhất và nhận được lệnh tìm 9S để phối hợp. Hai người thành công tiêu diệt 4 đơn vị Golliath. Họ nhận nhiệm vụ giúp đỡ Quân Kháng chiến; với sự hỗ trợ của Anemone và Pascal - một Machine, họ dẹp được nhiều mối đe dọa từ kẻ thù. Chứng kiến sự ra đời sau đó của Adam và Eve - những thực thể vật chất của Mạng lưới - một hệ thống kết nối các Machine với nhau. Hai thực thể này cho biết những người ngoài hành tinh đã tạo ra Machine đã bị tiêu diệt bởi Mạng lưới. 2B và 9S cũng đụng độ A2, một Android đào ngũ khỏi YoRHa. Các Machine đang ngày càng có biểu hiện cảm xúc hơn, và tập hợp lại thành từng nhóm một, và nhóm của Pascal đã mệt mỏi vì chiến đấu và trở nên yêu hòa bình. Sau trận chiến ngoài biển, Adam bắt 9S đi, và 2B thành công trong nỗ lực giết Adam. Eve trở nên điên loạn vì biết Adam bị giết, đã khiến cho các cỗ máy trong Mạng lưới trở nên điên loạn theo và tấn công Quân Kháng chiến. 2B và 9S giết chết Eve nhưng 9S bị nhiễm Virus, điều đó buộc 2B phải giết cậu. Mặc dù cơ thể đã chết, 9S đã kịp sao lưu dữ liệu vào Mạng lưới của Machine. Đây là Ending A, có thể gọi đây là phần mở đầu cho game.
Lần chơi thứ hai dưới góc nhìn của 9S, người chơi sẽ phải điều khiển 9S tìm hiểu thêm về cốt truyện. Sau khi được 2B giải thoát khỏi Adam, 9S được đưa về Bunker hồi phục. Trong quá trình hồi phục, 9S phát hiện ra trục trặc trong máy chủ của YoRHa khi đồng bộ hóa bản thân và 2B, đồng thời biết được sự thật rằng loài người đã tuyệt chủng từ lâu trước cuộc xâm lược của người ngoài hành tinh. Tàn dư cuối cùng của nhân loại là một máy chủ trên Mặt trăng chứa mã gen của họ. 9S đã gặp mặt với Chỉ huy và được cho biết những tín hiệu được truyền từ Mặt trăng chỉ là tín hiệu giả mà YoRHa đã thiết lập trước đó và YoRHa đã che giấu về việc loài người đã di cư lên Mặt trăng để duy trì tinh thần và trao cho Android một "Vị Thần" để chiến đấu. Sau khi Adam bị giết và Eve khiến Mạng lưới trở nên điên loạn, 9S đã hack vào mạng lưới để hỗ trợ cho 2B trong trận chiến cuối cùng với Eve. 9S thành công, Eve bị đánh bại, nhưng bản thân cậu cũng bị nhiễm virus. 9S yêu cầu 2B kết thúc mạng sống và 9S kịp thời sao lưu dữ liệu vào mạng lưới của Machine. Đây là Ending B, kết thúc của Ending B giống với kết thúc của Ending A.
Lần chơi thứ ba dưới góc nhìn của 2B, 9S và A2. Sau cái chết của Adam và Eve, Mạng lưới Machine trở nên hỗn loạn, nhân cơ hội YoRHa phát động một cuộc chiến tổng lực. 9S thực hiện nhiệm vụ trinh sát từ xa chuẩn bị cho cuộc đổ bộ, 9S hội quân với nhóm của 2B tấn công vào tàn dư của những Machine trong Mạng lưới, nhưng trong lúc tấn công bất ngờ một loại logic virus đã lây nhiễm toàn bộ các đơn vị YoRHa và khiến họ quay sang tấn công 2B và 9S. 9S kịp cứu 2B khỏi nhiễm Virus và hai người rút lui về Bunker. Lúc này, cả Bunker cũng đã bị nhiễm logic virus bao gồm cả Chỉ huy. Hai người buộc phải rút khỏi Bunker trước khi nó phát nổ. 2B và 9S xuống lại Trái đất và bị chia tách do một cuộc tấn công khác của Machine. 2B bị nhiễm logic virus và bị bao vây bởi những đơn vị YoRHa đã bị nhiễm logic virus và khi gần như 2B bị tiêu diệt thì A2 xuất hiện và quét sạch những đơn vị YoRHa bị nhiễm logic virus. Trước khi chết, 2B đưa cho A2 thanh kiếm của mình và nói rằng nó chứa đựng ký ức của cô và nhờ A2 hãy bảo vệ 9S cũng như bảo vệ tương lai của thế giới. Đúng lúc đó, 9S tìm tới nơi và chỉ chứng kiến cảnh A2 đâm 2B bằng thanh kiếm của chính cô. 9S tức giận và thề trả thù cho 2B. Cùng lúc đó, một tòa tháp khổng lồ bỗng trồi lên từ dưới lòng đất khiến 9S rơi xuống vực.
Nội dung từ đây chia làm 2 phần dưới góc nhìn của A2 và 9S, hai Pod cũng giao tiếp với nhau nhiều hơn và bắt đầu bộc lộ cảm xúc. Pod 042 vốn là hỗ trợ của 2B, nay bắt đầu đi theo A2 như di nguyện của 2B. Sau khi chiến đấu với Machine khổng lồ A2 ngất đi và khi tỉnh lại phát hiện ra rằng bộ lọc năng lượng của mình cần được thay thế, A2 đến doanh trại của Quân Kháng chiến và gặp lại Anemone và Anemone đã đề nghị A2 tới gặp Pascal vì làng của Pascal có những linh kiện thay thế cần thiết. A2 đến gặp Pascal, điều này khiến cô khó chịu vì cô không tin tưởng Machine. Suy nghĩ của cô thay đổi khi nhận ra rằng có lẽ Machine trong lãnh địa của Pascal cũng không xấu xa như cô tưởng và cô bắt đầu cảm thấy đồng cảm với Machine. Những Machine trong làng Pascal bỗng dưng nổi điên và tàn sát lẫn nhau, Pascal đã kịp thời đưa lũ trẻ Machine trốn trong nhà máy và nhờ A2 cùng chiến đấu chống lũ Machine để bảo vệ bọn trẻ, nhưng chúng đã tự sát vì sợ hãi. Quá đau khổ Pascal cầu xin A2 xóa kí ức hoặc giết mình.
Trong khi đó, 9S điều tra tòa tháp và mục đích của nó, cậu phát hiện ra rằng hộp đen của Android thuộc lực lượng YoRHa có cùng cấu trúc thiết kế với lõi của Machine nên mới dễ dàng bị nhiễm logic virus từ Machine. Trong suốt quá trình đó, 9S luôn bị dằn vặt vì cái chết của 2B và trở nên bất ổn về mặt cảm xúc. 9S vào được tòa tháp nhờ sự giúp đỡ của Devola và Popola, hai người đã hy sinh bản thân để chặn cuộc tấn công của Machine đang muốn cản trở 9S vào bên trong toà tháp. Khi 9S vào được toà tháp, thông tin được chuyển tới các Pod cho biết Popola và Devola là hai Android cùng mẫu với hai Android khác mà đã gây ra sự tuyệt chủng của loài người trong dự án Gestalt. Vì họ giống hệt với hai Android gây ra sự tuyệt chủng nên họ bị những Android khác đối xử tệ bạc. Sau đó họ được lập trình để trở nên cảm thấy tội lỗi một cách vô tận và muốn làm mọi thứ để chuộc lỗi dù ý thức được rằng bản thân không gây ra điều đó. A2 lần theo dấu 9S vào bên trong, nơi họ phải đối mặt với trí thông minh nhân tạo của Machine. 9S phát hiện ra logic virus đã tấn công YoRHa chỉ là một phần của kế hoạch che đậy sự thật vì có một “mã lệnh” đặc biệt dùng để ngăn cản các Android không cho họ tiêu diệt kẻ thù một cách hoàn toàn. Mỗi khi họ sắp làm được điều đó, cửa hậu Bunker sẽ tự động mở để nhận và lan truyền logic virus dùng để xóa sạch toàn bộ Android thuộc YoRHa. Điều này sẽ ngăn không cho Android chiến thắng cuộc chiến, và thế hệ YoRHa tiếp theo sẽ được chế tạo để lặp lại vòng lặp này một lần nữa. Tất nhiên, kể cả Chỉ huy YoRHa cũng không biết được bí mật này. Sau khi biết được mọi chuyện, 9S đã phải chịu một cú sốc tinh thần nặng nề và dần dần đánh mất bản thân trong nỗi đau khổ vì cái chết của 2B cũng như cơn phẫn nộ đối với A2.
Cùng lúc đó, A2 cũng tiến tới tòa tháp để tìm kiếm 9S và bị tấn công bởi Cô Gái Váy Đỏ. Cô Gái Váy Đỏ là một dạng chương trình máy tính, và cũng chính là kẻ chủ mưu của toàn bộ “vòng xoáy chiến tranh” này. Cô đã có thể tiêu diệt toàn bộ Android bằng việc phóng quả tên lửa từ toà tháp lên máy chủ loài người trên Mặt trăng nhằm huỷ hoại tinh thần toàn bộ Android nếu như không đột nhiên thay đổi ý định vì tò mò về những hành vi của Android cũng như Machine, khi cả hai đều cố gắng để “sống như những con người”. Đồng thời, Cô Gái Váy Đỏ cũng là kẻ chịu trách nhiệm cho việc tiêu diệt toàn bộ đơn vị của A2, khi A2 còn thuộc YoRHa. A2 nhận ra rằng mình không thể tiêu diệt Cô Gái Váy Đỏ hoàn toàn, khi kẻ địch liên tục nhân bản và tự tiến hóa. A2 quyết định nghe theo Pod 042 để cô ta tự nhân bản và tiến hóa. Cuối cùng, theo đà tiến hóa, Cô Gái Váy Đỏ tự phân biệt thành 2 phe: một phe cho rằng nên giữ các Android tồn tại để tiếp tục tìm hiểu và trở nên mạnh mẽ hơn, phe khác thì lại nghĩ rằng các Android đã trở nên quá nguy hiểm và cần bị tiêu diệt lập tức, hai phe này bắt đầu chiến đấu với nhau và A2 thừa cơ tiêu diệt cả hai.
Khi A2 gặp 9S ở đỉnh của tòa tháp, cô đã nói ra sự thật về thân phận thật sự của 2B là 2E (viết tắt của "YoRHa Số 2 Mẫu E"), một đơn vị YoRHa được thiết kế để giết các đơn vị YoRHa như 9S ngay khi phát hiện ra sự thật về loài người và YoRHa - điều đó khiến 2B chịu rất nhiều đau khổ (sau khi giết 9S, kí ức của 9S trước đây sẽ bị xóa, và sẽ được chuyển sang cơ thể mới, điều đó có nghĩa là 2B đã giết 9S rất nhiều lần. Giải thích cho câu nói và hành động lạnh lùng đối với 9S của 2B "Mọi chuyện luôn kết thúc như thế này") và muốn giúp 9S thông qua A2. 9S lúc này đã hóa điên và bị nhiễm bởi logic virus - thách thức A2 chiến đấu. Lúc này, người chơi sẽ được chọn giữa 2 bên [A2] hoặc [9S].
Chọn [A2] -  A2 chiến đấu với 9S. Sau khi hack thành công vào hệ thống của 9S để xoá bỏ toàn bộ logic virus đang tấn công vào hệ thống của cậu, A2 thành công cứu được 9S và phá hủy được tòa tháp trắng, với cái giá phải trả là mạng sống của chính mình. A2 chấp nhận cái chết của mình và hi vọng được gặp lại những người đồng đội đã mất của mình ở thế giới bên kia. Đây là Ending C của game.
Chọn [9S] - 9S chiến đấu với A2. Trong khi chiến đấu, A2 đã có cơ hội giết chết 9S, nhưng vì nhớ tới di nguyện trước khi chết của 2B là bảo vệ 9S mà A2 đã dừng tay lại. Nhân cơ hội đó, 9S đâm A2 và cũng vô tình bị A2 đâm trúng. A2 chết và 9S hấp hối. Trên thực tế, tòa tháp này không phải một thứ vũ khí hủy diệt như A2 nghĩ, mà nó đã tự thay đổi chức năng của mình là một thiết bị phóng Ark (thuyền cứu nạn) lên không gian do người ngoài hành tinh chế tạo. Trong Ark có chứa dữ liệu của các dạng Machine như Adam và Eve để có thể bắt đầu một chủng loài mới trên một hành tinh khác nếu hành trình sau khi phóng suôn sẻ. Trước khi ý thức của 9S mất dần,  Adam đã mời 9S gia nhập cùng họ. Nếu 9S từ chối, cậu sẽ chết cùng A2. Nếu chấp nhận 9S, bộc lộ thêm suy nghĩ của mình, cậu biết 2B là người sẽ giết mình, nhưng vẫn luôn muốn ở bên cô vì cậu yêu 2B. Đây là Ending D của game.
Ending E xuất hiện sau khi hoàn thành Ending C và D. Lúc này, một lựa chọn được đưa ra bởi Pod 153 sẽ xuất hiện. Nếu đồng ý, tức là các Pod sẽ quyết định bất chấp lệnh xoá dữ liệu từ YoRHa để tái cấu trúc lại cơ thể cho 2B, 9S,  A2 và khôi phục dữ liệu ký ức cho họ. 9S và 2B nằm cạnh nhau và A2 được đặt ở một nơi khác. Cả 3 vẫn nằm đó và các Pod băn khoăn liệu khi tỉnh lại họ sẽ tiếp tục vòng xoáy chiến tranh hay sẽ có được một tương lai cho riêng mình.

## Phát triển
Sau khi phát hành NieR, đạo diễn Yoko Taro và nhà sản xuất của Square Enix là Saito Yosuke muốn phát triển phần tiếp theo. Saito đã nói chuyện với trợ lý sản xuất Yokoyama Yuki, người không sẵn sàng tham gia do doanh thu của NieR thấp. Tuy nhiên, sau sự đón nhận tích cực của người chơi đối với NieR, cả Square Enix và những nhân viên phát triển trò chơi gốc đều sẵn sàng tiếp tục phát triển tiếp NieR nhưng muốn tạo ra một lối chơi tốt hơn, thiên về hành động hơn kinh nghiệm. Họ liên hệ với PlatinumGames, công ty phát triển danh tiếng về các trò chơi hành động chất lượng cao như Bayonetta (2009) và Metal Gear Rising: Revengeance (2013).  Hai công ty đã đồng ý hợp tác thực hiện phần tiếp theo, với điều kiện Yoko sẽ là đạo diễn của game và anh ấy phải luôn có mặt tại studio để hỗ trợ sản xuất. Điều kiện thứ hai buộc Yoko phải chuyển từ Tokyo đến Osaka, nơi đặt trụ sở của PlatinumGames. Mặc dù ban đầu Yoko không thoải mái về việc hợp tác, nhưng anh ấy đã trở nên tin tưởng vào PlatinumGames do họ rất hào hứng khi làm việc với dòng trò chơi NieR và cam kết sẽ tôn trọng nguyên tác. Nhà thiết kế Taura Takahisa cũng tham gia nhóm do mong muốn tạo ra phần tiếp theo của NieR từ lâu. PlatinumGames xử lý việc phát triển chính của trò chơi trong khi Square Enix hỗ trợ dự án với đội ngũ nhân viên bổ sung và thiết kế âm thanh.
Ban đầu, Yoko cho biết họ dự định xây dựng một trò chơi lấy cảm hứng từ FarmVille (2009) dành cho nền tảng di động hoặc PlayStation Vita. Thay vào đó, nhóm đã chuyển hướng phát triển sang PlayStation 4. Saito Yosuke và Nishimura Eijiro đồng sản xuất dự án. Quá trình phát triển bắt đầu vào năm 2014 và bao gồm sáu tháng tiền sản xuất. Lúc đầu, mối quan hệ giữa Yoko và nhân viên PlatinumGames rất căng thẳng, chủ yếu là do tình trạng làm việc tự do của Yoko dẫn đến lịch trình hàng ngày khác nhau. Để giảm bớt xung đột về lịch trình, nhóm đã tổ chức một hệ thống "thời gian rảnh" để Yoko có thể sẵn sàng làm việc. Nhóm đã nghiên cứu phản hồi từ cả người hâm mộ và những đánh giá phê bình về NieR, đồng thời kết luận rằng họ sẽ cần cải thiện lối chơi, đồ họa và thiết kế nhân vật. Họ cũng mang những khía cạnh của NieR được đón nhận nồng nhiệt, chẳng hạn như âm nhạc của trò chơi và câu chuyện phức tạp. PlatinumGames thực hiện hầu hết việc phát triển tại các văn phòng của mình ở Osaka và Tokyo, đồng thời được hỗ trợ bởi các nhân viên bên ngoài như Yoko.

### Kịch bản và chủ đề
Yoko là người viết kịch bản chính. Kịch bản này tốn nhiều công sức nhất trong tất cả các trò chơi của anh ấy từ trước cho đến nay và mặc dù câu chuyện chỉ có những thay đổi nhỏ trong quá trình phát triển nhưng nó đã được giao muộn gần 5 tháng. Yoko được hỗ trợ bởi các biên kịch phụ là Akabane Yoshiho từ công ty Highestar, và Kikuchi Hana, người đã làm việc cho NieR và Drakengard 3 (2013). Khi tạo ra câu chuyện của NieR:Automata, Yoko đã do dự về việc thêm Devola và Popola do vai trò của họ trong trò chơi gốc nhưng sau đó anh quyết định đưa họ vào. Theo Yoko, trong khi kịch bản của Nier “ướt át” về nội dung cảm xúc, anh muốn NieR:Automata có một câu chuyện “khô khan” về việc đối đầu với những định kiến và sự bất công trên thế giới. Anh ấy cũng muốn để lại nhiều không gian hơn cho người chơi diễn giải câu chuyện, cảm thấy mình đã đi quá xa khi nhân cách hóa các nhân vật phản diện của NieR, và quyết định đạt được sự cân bằng khác trong phần tiếp theo. Theo Saito, rất nhiều thời gian và công sức đã được đổ vào việc tạo ra câu chuyện và tương tác giữa các nhân vật sao cho phù hợp với NieR .
Giống như NieR, nhiều kết thúc đã được tạo ra, nhưng điều kiện để đạt được chúng không nghiêm ngặt như trò chơi đầu tiên. Mong muốn của Yoko là làm cho kết thúc của trò chơi trở nên vui vẻ, điều này đã khiến các nhân viên khác hoài nghi. Kết thúc có hậu theo góc nhìn của Yoko là kết thúc thứ năm và cũng là kết thúc cuối cùng, mà anh ấy chỉ tạo ra sau khi động lực của nhân vật dẫn anh ấy đến ý tưởng một cách hợp lý. Ending cuối cùng có một cảnh bắn súng trong đó người chơi chiến đấu theo cách của mình thông qua credits, tượng trưng cho việc các nhân vật thoát ra khỏi một hệ thống đã biết để tìm kiếm hy vọng về một tương lai mới. Nó cũng bao gồm tùy chọn để người chơi hy sinh dữ liệu lưu của họ để hỗ trợ những người chơi ngẫu nhiên khác trong phần credits, một cơ chế tương tự như cơ chế của NieR. Khả năng người chơi giúp đỡ lẫn nhau này được lấy cảm hứng từ chiến dịch của Coca-Cola, nơi các máy bán đồ uống ở Ấn Độ được kết nối qua luồng trực tiếp với các máy ở Pakistan, khuyến khích nhân dân hai nước vượt qua sự kình địch chính trị. Chiến dịch này đã gây ấn tượng mạnh với Yoko, người đã biến ý tưởng này thành thông điệp khuyến khích trong trò chơi từ người chơi trên khắp thế giới.
Nhóm đã xác định chủ đề trung tâm của trò chơi là "agaku", một từ tiếng Nhật có nghĩa là "đấu tranh để thoát khỏi một tình huống tồi tệ". Saito cũng cho biết câu chuyện nói về tình yêu, điều mà anh cảm thấy không bình thường so với một câu chuyện về robot, vốn thường được viết là vô cảm. Yoko sử dụng sự tôn kính của Android và Machine đối với loài người đã tuyệt chủng từ lâu để cho thấy ý thức về bản thân và giá trị của con người nhất thiết phải được hình thành dựa trên niềm tin vào thứ gì đó khác. Ảnh hưởng tiêu cực của lịch sử loài người đối với các phe phái phản ánh quan điểm của Yoko về việc mọi người tiếp tục chiến đấu và tạo ra ranh giới giữa họ bất chấp sự tiến bộ của họ. Một yếu tố thường xuyên trong tác phẩm trước đây của Yoko là việc anh xem xét lý do con người giết người và tác động của việc giết người đối với người khác - điều này bắt nguồn từ việc anh quan sát thấy mọi người thích giết kẻ thù trong trò chơi, điều này gợi ý cho anh rằng có điều gì đó không ổn hoặc thiếu sót bên trong họ. Yoko cho biết bóng tối của câu chuyện phản ánh bóng tối cố hữu của hiện thực. Câu chuyện đề cập đến nhiều nhà triết học và nhà tư tưởng có ảnh hưởng, trong đó các nhân vật Machine có những cái tên đáng chú ý như Pascal (Blaise Pascal), Simone (Simone de Beauvoir) và Jean-Paul (Jean-Paul Sartre). Yoko sử dụng sách của Will Buckingham và Nigel Benson, giải thích triết học và tâm lý học bằng ngôn ngữ dễ hiểu, làm tài liệu tham khảo cho câu chuyện.

### Thiết kế nghệ thuật
NieR:Automata là trò chơi nhập vai (RPG) đầu tiên của Taura, với kinh nghiệm trước đây của anh tập trung vào phát triển trò chơi hành động. Taura quản lý hệ thống chiến đấu hành động và nhà thiết kế Negishi Isao đã tạo ra các yếu tố RPG. Theo Negishi và lập trình viên chính Onishi Ryo, việc tạo ra một trò chơi trung thành với NieR là điều khó khăn và đòi hỏi phải thay đổi phong cách của các tựa game trước đó của họ. Đối với hệ thống chiến đấu, nhóm đã sử dụng các hệ thống được sử dụng trong NieR và kết hợp các yếu tố từ các tựa game khác của PlatinumGames. Mục tiêu thiết kế chính của Taura là cải thiện hệ thống chiến đấu so với hệ thống gốc và lồng ghép câu truyện vào nó. Hệ thống chiến đấu cơ bản được hoàn thành trong hai tháng, sau đó được mở rộng và điều chỉnh trong quá trình phát triển. Trong khi thiết kế các yếu tố RPG của trò chơi, đội ngũ nhân viên tại PlatinumGames đã lấy cảm hứng một phần từ The Witcher 3: Wild Hunt (2015), bao gồm cả tiêu chuẩn cao của các nhiệm vụ phụ của nó. Các phần của NieR:Automata trong đó góc nhìn chuyển sang góc nhìn cuộn bên được lấy cảm hứng từ loạt game Castlevania mà Taura là một fan hâm mộ. Đối với trận đấu cuối cùng mà người chơi chọn giữa 9S và A2, các nhà phát triển đã cân nhắc loại bỏ khả năng của nhân vật dựa trên lựa chọn của họ nhưng đã quyết định không làm điều đó.
Để làm cho NieR:Automata thân thiện với người chơi mới, phối cảnh được thiết kế để tự động đảm nhận các góc "thoải mái" trong khi chiến đấu. Ngoài ra, để đạt được mục đích này, các nhà phát triển đã đưa vào các cơ chế cho phép cả những game thủ bình thường và có kinh nghiệm đều có thể thưởng thức trò chơi. Đây là nỗ lực đầu tiên của hãng game về một thế giới mở; trong khi các tựa game trước đó của nó sử dụng cấu trúc tuyến tính theo câu chuyện, NieR:Automata có môi trường rộng lớn được liên kết với các đoạn chuyển tiếp liền mạch. Negishi lưu ý rằng mức độ tập trung kẻ thù trong thế giới thấp hơn so với các tựa game PlatinumGame trước đó, một điều cần thiết do tính chất mở của trò chơi. Bằng cách bao gồm ít kẻ thù hơn, nhóm đã mang đến cho người chơi cơ hội "tận hưởng vẻ đẹp tĩnh lặng của thế giới hoang vắng trong trò chơi". Các nhà phát triển dựa trên các yếu tố bắn súng trong trò chơi địa ngục đạn và quyết định chiến đấu nên bao gồm nhiều góc nhìn camera. Các chip bổ trợ là phiên bản cập nhật của Words được sử dụng trong NieR và có chủ đề xoay quanh tiền đề của Android. Các nhà phát triển cũng đề xuất đưa vào các chế độ nhiều người chơi nhưng đề xuất này không được phát triển ngoài giai đoạn lên ý tưởng.
Sử dụng phản hồi về thiết kế nhân vật ban đầu của trò chơi, Yoshida Akihiko đã được chọn làm nhà thiết kế nhân vật chính. Saito ban đầu muốn mang D.K, người thiết kế nhân vật của NieR trở lại, nhưng D.K bị gãy khuỷu tay và không thể vẽ nên anh ấy đã giới thiệu Yoshida cho vị trí này. Các nhà phát triển nghĩ rằng Yoshida sẽ quá bận rộn để đóng góp, nhưng anh ấy sẵn sàng tham gia dự án vì những người hâm mộ NieR đang làm việc tại công ty CyDesignation của anh ấy. Yoshida gia nhập công ty muộn hơn trong quá trình thiết kế nhân vật nên Yoko đã đưa ra cho anh một hướng dẫn chung về những thiết kế đẹp mắt với màu đen làm chủ đạo. Nhân viên của PlatinumGames gặp khó khăn trong việc làm cho các mô hình nhân vật có vẻ "sống động" do tính chất máy móc của chúng. Không giống như NieR, nơi có hai thiết kế nhân vật chính khác nhau cho các thị trường khác nhau, nhóm cam kết tạo ra một thiết kế nhân vật JRPG chất lượng cao và nhất quán giữa các khu vực. Theo các nhân viên phát triển, thiết kế nghệ thuật của Yoshida đảm bảo tính thẩm mỹ nhất quán cho các nhân vật. Chỉ huy, Adam và Eva được thiết kế bởi Nagai Yuya. Nghệ sĩ của Square Enix là Itahana Toshiyuki đã thiết kế lại Devola và Popola. Ý tưởng nghệ thuật về kẻ thù của trò chơi do Kijima Hisayoshi đảm nhận, trong khi Koda Kazuma, Kaji Yasuyuki và Kameoka Shohei thực hiện tác phẩm nghệ thuật về môi trường với sự cộng tác của Yoko. Các nhà phát triển đã làm việc để xây dựng các công trình giống với những địa điểm trong thế giới thực mà người chơi sẽ ghé thăm.

### Thiết kế âm nhạc
Nhà soạn nhạc Okabe Keiichi, người đã làm việc cho cả NieR và Drakengard 3, đã làm việc trên NieR:Automata với tư cách là nhà soạn nhạc chính cùng với các thành viên khác trong ban nhạc phòng thu Monaca của anh ấy; Hoashi Keigo, Takahashi Kuniyuki và Ishihama Kakeru. Bản nhạc bị ảnh hưởng bởi âm nhạc cổ điển, gợi lại các yếu tố của NieR, chẳng hạn như cảm giác u sầu của trò chơi đó. Trong khi NieR được xây dựng xung quanh đồng cỏ và làng mạc thì NieR:Automata bao gồm một môi trường máy móc và tàn bạo hơn, được phản ánh trong bản nhạc. Okabe đã tạo nên điểm số với ý tưởng về một thế giới cởi mở hơn, sáng tác các bài hát phù hợp với nhau tùy theo hoàn cảnh và môi trường. Âm nhạc được cân bằng bằng phần mềm DAW là Pro Tools.
Emi Evans đã góp giọng cho soundtrack, giống như cô đã từng làm cho soundtrack của NieR. Seo Shotaro cung cấp thêm giọng nam. Nakagawa Nami, Evans và J'Nique Nicole đã thành lập một dàn đồng ca gồm ba phần cho một số bản nhạc, bao gồm cả chủ đề boss trong trò chơi. Một số bài hát từ sountrack của NieR đã được chuyển thể cho NieR:Automata. Các phiên bản khác nhau của bài hát chủ đề "Weight of the World" được thể hiện bởi Nicole, Evans và Kawano Marina. Phiên bản kết thúc cuối cùng có đội ngũ phát triển biểu diễn phần điệp khúc.
Shindo Masato là người thiết kế âm thanh của trò chơi. Việc tạo ra hiệu ứng tiếng vang rất khó do quy mô của thế giới mở; Shindo đã thiết kế một hệ thống có thể quản lý tiếng vang theo thời gian thực, tùy thuộc vào môi trường xung quanh người chơi. Âm thanh do Ueda Masami thực hiện; đó là khối lượng công việc lớn hơn những gì anh ấy đã trải qua trong các dự án trước đó. Những lần gặp gỡ trước đây của Ueda và mối quan hệ hợp tác tốt với Okabe đã giúp việc triển khai âm thanh của trò chơi diễn ra suôn sẻ.
Album soundtrack của NieR:Automata được phát hành vào ngày 29 tháng 3 năm 2017. Bản sao soundtrack đầu tiên bao gồm một album bổ sung gồm 16 ca khúc có tên Hacking Tracks chứa các biến thể âm nhạc cho các phân đoạn hack.

### Bản địa hoá
Công ty 8-4, công ty đã bản địa hóa NieR, cũng đã bản địa hóa phiên bản tiếng Anh của NieR:Automata. Theo Yoko, 8-4 đã thay đổi các yếu tố trong kịch bản cho từng khu vực vì một số khái niệm trong kịch bản tiếng Nhật rất khó hiểu nếu được dịch trực tiếp sang tiếng Anh. Mục đích là tạo ra một kịch bản có thể thu hút người chơi trên toàn thế giới. Vì 8-4 đã từng làm việc với Yoko trong NieR và Drakengard 3 nên họ đã quen với phong cách viết của anh ấy và thấy dễ dàng yêu cầu làm rõ trong quá trình dịch thuật. Thử thách lớn nhất của 8-4 là dịch đoạn hội thoại của Android, vì rất khó để cân bằng giữa sự vô cảm có mục đích của họ với các mối quan hệ giàu cảm xúc và tính cách khác biệt của họ. Trong khi 9S đã được viết để giàu cảm xúc hơn trong tiếng Nhật, thì 2B phải được viết lại để cô ấy trông "buồn cười" hơn là vô cảm trong tiếng Anh.
Nhóm phát triển đã có ghi chú về cách viết từng ký tự; ví dụ 9S sẽ nói về mọi thứ một cách dài dòng trong khi 2B sẽ sắc nét hơn. Nhóm cũng đưa ra quyết định về việc sử dụng giọng vùng để thay đổi loại giọng nói. Một ví dụ được trích dẫn sau này là việc thay đổi giọng trẻ con the thé của nhân vật thành giọng trưởng thành hơn để tránh gây khó chịu cho người chơi. Nhóm đã nghiên cứu các chủ đề triết học của trò chơi để tránh những sai sót trong cách viết của họ. Khi gia đình của nhà triết gia Jean-Paul Sartre phản đối việc sử dụng tên của ông trong trò chơi, nhân vật Sartre đã được đổi tên thành Jean-Paul trong các bản phát hành bên ngoài Nhật Bản. Cup of Tea Productions, công ty đã từng làm việc trên cả NieR và Drakengard 3, đảm nhận việc lồng tiếng Anh.

## Phát hành
Vào tháng 1 năm 2014, sau khi phát hành Drakengard 3, Yoko bày tỏ sự quan tâm đến việc thực hiện phần ngoại truyện thứ hai từ loạt game Drakengard nhưng không nói rõ liệu nó có liên quan đến NieR hay không. Vào tháng 12 năm đó, anh ấy xác nhận rằng mình đang thực hiện một trò chơi mới nhưng không tiết lộ thêm thông tin chi tiết. NieR:Automata lần đầu tiên được công bố tại cuộc họp báo của Square Enix tại E3 2015 với tựa đề tạm thời là NieR New Project, sau đó nhân viên xác nhận rằng nó đã hoàn thành được 10%. Tại triển lãm Paris Games Week 2015, Square Enix đã công bố tựa game chính thức và ngày phát hành tạm thời, đồng thời trình chiếu đoạn giới thiệu trò chơi. Square Enix đã làm việc với ban nhạc rock Nhật Bản Amazarashi, ca sĩ chính Akita Hiromu là một fan hâm mộ của NieR, để sản xuất một bài hát quảng cáo có tên "Inochi ni Fusawashii", được lấy cảm hứng từ thế giới trong trò chơi. Yoko giám sát video âm nhạc cho "Inochi ni Fusawashii".
Yoko ban đầu muốn gọi trò chơi là "NieR:Android" nhưng Square Enix đã từ chối tựa đề đó do có thể có xung đột nhãn hiệu với hệ điều hành Android của Google. Trong các đoạn giới thiệu, các sự kiện xung quanh số phận của 2B và A2 thay thế cô ấy trong câu chuyện đã bị che khuất bằng cách sử dụng mô hình đầu trò chơi của A2 cho một số cảnh quay khi cô ấy để tóc ngắn trong trò chơi. Để giảm thiểu sự cạnh tranh, nhóm đã quyết định trì hoãn NieR:Automata cho đến cuối năm 2016 hoặc đầu năm 2017, điều này cũng giúp nhóm có thêm thời gian để hoàn thiện trò chơi. Yoko đánh giá cao việc đội có thêm thời gian để kết thúc dự án.
NieR:Automata được phát hành tại Nhật Bản vào ngày 23 tháng 2 năm 2017, có cả phiên bản tiêu chuẩn và phiên bản Black Box Collector's Edition. Phiên bản PS4 được phát hành tại Bắc Mỹ vào ngày 7 tháng 3; và ở Châu Âu, Úc và New Zealand vào ngày 10 tháng 3. Nó cũng có phiên bản Day One giới hạn và một phiên bản Black Box Collector's Edition. Vào tháng 4 năm 2017 trò chơi bị bom đánh giá bởi người chơi Trung Quốc yêu cầu trò chơi có bản địa hoá tiếng Trung Quốc.

### Các bản port và DLC
NieR:Automata được phát hành cho Windows thông qua Steam vào ngày 17 tháng 3 năm 2017. Cả Square Enix và PlatinumGames đều lo ngại về khả năng vi phạm bản quyền phiên bản PC, nên dự kiến sẽ trì hoãn việc phát hành. Để giải quyết các vấn đề về hiệu suất và đồ họa chưa được giải quyết với bản port, một bản vá không chính thức đã được người hâm mộ tạo ra. Một bản vá chính thức khắc phục những vấn đề này đã được phát hành vào tháng 7 năm 2021. Saito tuyên bố rằng đang xem xét việc phát hành phát hành phiên bản dành cho Xbox One, nhưng sau đó cho biết nó sẽ không được phát triển do doanh số bán phần cứng Xbox ở Nhật Bản thấp và mong muốn tập trung vào một bản console duy nhất. Tuy vậy phiên bản Xbox One sau đó đã được phát hành trên toàn thế giới vào ngày 26 tháng 6 năm 2018; phiên bản này có tên là Become as Gods Edition, với QLOC đã port phiên bản này sang Windows cho Microsoft Store và Xbox Game Pass vào ngày 18 tháng 3 năm 2021.
Một bản port cho Nintendo Switch được phát hành vào ngày 6 tháng 10 năm 2022. Saito đã yêu cầu một bản port Switch để kỷ niệm 5 năm trò chơi sau khi ấn tượng bởi Astral Chain (2019) do Taura đạo diễn. Nhà phát triển bản port của Virtuos muốn giữ lại càng nhiều nội dung của trò chơi càng tốt nhưng đã giới hạn tốc độ khung hình ở 30 khung hình/giây và làm cho nhiệm vụ phụ dựa trên đua xe bớt khó khăn hơn. Saito cảm thấy thoải mái với tốc độ khung hình giảm do chiến đấu của Astral Chain hoạt động ở tốc độ khung hình đó. Việc nén âm thanh là một thách thức; nhóm đã tối ưu hóa công cụ âm thanh và đồ họa để cho phép truyền chất lượng cao nhất sang phần cứng kém mạnh mẽ hơn của Switch. Các nhà phát triển trò chơi đã thực hiện so sánh từng cảnh để đảm bảo sản phẩm cuối cùng giống với các phiên bản console khác nhất có thể. Theo yêu cầu của Yoko, nhiều trang phục và vật phẩm hơn đã được đưa vào, một số lấy chủ đề sau trò chơi di động NieR Reincarnation. Tên của bản port đề cập đến phần kết cuối cùng của trò chơi.
Gói nội dung tải về (DLC) có tiêu đề 3C3C1D119440927 được phát hành vào ngày 2 tháng 5 năm 2017; nó bao gồm các trang phục và phụ kiện bổ sung dựa trên NieR, các tùy chọn tùy chỉnh tóc thẩm mỹ, đấu trường chiến đấu mới và các trận đấu boss với chủ tịch Square Enix và PlatinumGames là Matsuda Yosuke và Sato Kenichi. Nội dung đã được mở khóa trong trò chơi từ màn hình chọn chương và yêu cầu lưu dữ liệu từ quá trình chơi hoàn chỉnh. DLC được bao gồm trong các bản phát hành Xbox One và Nintendo Switch, và trong bản Game of the YoRHa Edition, được phát hành cho PlayStation 4 và Windows vào ngày 26 tháng 2 năm 2019.

## Đón nhận
Bản phát hành PS4 ban đầu của NieR:Automata đã nhận được "đánh giá chung là tích cực" trên trang tổng hợp đánh giá Metacritic dựa trên 101 bài phê bình. Phiên bản PC cũng nhận được đánh giá tích cực dựa trên 12 bài đánh giá. Phiên bản Xbox One đã nhận được "sự hoan nghênh toàn cầu", đạt được số điểm 90 từ 30 bài đánh giá. Bản port Switch cũng nhận được nhiều đánh giá tích cực, đạt số điểm 89 dựa trên 34 bài đánh giá.
Tạp chí game Nhật Bản Famitsu đã cho NieR:Automata số điểm gần như hoàn hảo, ca ngợi hầu hết các khía cạnh của nó, bao gồm cả chủ đề và lối chơi. Janine Hawkins của Polygon ca ngợi cảm giác về quy mô của trò chơi và sự sẵn lòng khiến người chơi cảm thấy mình nhỏ bé. Matthew Zawodniak của Nintendo World Report, cho trò chơi điểm tuyệt đối, mô tả nó là một trong những trò chơi hay nhất từng được tạo ra do cách kể chuyện và thiết kế lối chơi của nó. Mollie Patterson, viết cho Electronic Gaming Monthly, ca ngợi đây là một trải nghiệm cực kỳ thú vị, cả với tư cách là người chơi và người đánh giá. Chris Carter của Destructoid đã ca ngợi tựa game này là sự kết hợp hoàn hảo giữa trò chơi hành động và game nhập vai. Sam Prell của GamesRadar+ rất nhiệt tình với cốt truyện của trò chơi, sự kết hợp giữa các thể loại trò chơi và chất lượng tổng thể. Sullivan của IGN gọi NieR:Automata là "một cuộc hành trình điên rồ, đẹp đẽ và mang tính giải trí cao với đầy những ý tưởng hấp dẫn và lối chơi tuyệt vời".
Miguel Conceptcion của GameSpot ca ngợi hầu hết các yếu tố của trò chơi, coi lối chơi của nó là "thứ gần gũi nhất với người kế thừa tinh thần cho Metal Gear Rising: Revengeance". Matulef gọi NieR:Automata là "trò chơi hấp dẫn nhất mà tôi từng chơi trong nhiều thời đại" mặc dù có những góc cạnh thô ráp. Thomas Whitehead, viết cho Nintendo Life, tỏ ra tích cực về cách trình bày và thiết kế của nó nhưng lưu ý rằng một số yếu tố trong lối chơi không hoạt động như mong đợi và thiếu chiều sâu. Joe Juba của Game Informer đã viết rất nhiều yếu tố thú vị trong câu chuyện và lối chơi của trò chơi bị che khuất bởi cơ chế khó hiểu hoặc khó hiểu. Andy Kelly của PC Gamer tỏ ra tích cực về trò chơi nhưng lại chỉ trích bản port PC vì các vấn đề về đồ họa và kỹ thuật khi phát hành.
Câu chuyện và chủ đề tường thuật đã nhận được nhiều lời khen ngợi, mặc dù một số nhà phê bình nhận thấy nhịp độ và cách trình bày của nó còn thiếu. Cả Meghan Sullivan của IGN và Jeffrey Matulef của Eurogamer đều cảm thấy khó liên tưởng đến các nhân vật chính của Android. Người đánh giá nhìn chung thích lối chơi này, nhưng một số nhà phê bình cảm thấy rằng trận chiến thiếu chiều sâu so với các tựa PlatinumGames trước đó. Hình ảnh của trò chơi nhìn chung được khen ngợi mặc dù có những nhận xét liên quan đến chất lượng môi trường kém hoặc cảnh tượng thị giác kém. Các khiếu nại định kỳ phát sinh từ các vấn đề kỹ thuật như cửa sổ đồ họa bật lên, giảm tốc độ khung hình và thời gian tải lâu. Âm nhạc của trò chơi đã nhận được sự hoan nghênh nhất trí. Phiên bản Switch được mệnh danh là một trong những bản port bên thứ ba tốt nhất cho hệ thống, mặc dù những người đánh giá lưu ý một số vấn đề về hiệu suất dự kiến và hạ cấp đồ hoạ.

### Doanh số
NieR:Automata đã bán được hơn 198.500 bản trong tuần đầu tiên phát hành tại Nhật Bản, đạt vị trí số một trong bảng xếp hạng và vượt đáng kể doanh số của NieR vào năm 2010. Vào tháng 4 năm 2017, NieR:Automata được cho là đã bán được hơn 500.000 bản ở Nhật Bản và Châu Á, bao gồm cả bản vật lý và bản kỹ thuật số. Theo báo cáo của NPD Group vào tháng 3 năm 2017, trò chơi đã đạt vị trí thứ chín về tổng doanh thu và vị trí thứ sáu trong bảng xếp hạng PS4. Tại Vương Quốc Anh, trò chơi ra mắt ở vị trí thứ sáu trong bảng xếp hạng phần mềm chung. Đến tháng 5 năm 2017, doanh số bán phiên bản vật lý và tải xuống của trò chơi trên PS4 và PC đã đạt 1,5 triệu bản. Phần lớn doanh số bán hàng trong thời gian đó đến từ nước ngoài và thành công của nó là một điều bất ngờ so với doanh số thấp của NieR. Đến tháng 5 năm 2019, NieR:Automata đã đạt doanh số bốn triệu bản trên toàn thế giới, với thêm 500.000 chiếc được bán ra vào tháng 3 năm 2020; phần sau được cho là nhờ doanh số bán hàng ổn định của phiên bản "Game of the YoRHa Edition". NieR:Automata vượt xa kỳ vọng về doanh số của Square Enix và khiến họ coi NieR là một thương hiệu nhượng quyền. PlatinumGames cho rằng doanh số bán hàng mạnh mẽ, bên cạnh sự đón nhận tích cực từ giới phê bình, đã cứu rỗi công ty và khơi dậy sự quan tâm đến sản phẩm của họ sau một số lần phát hành trò chơi đáng thất vọng. Tính đến tháng 11 năm 2022, tất cả các phiên bản của NieR:Automata đã xuất xưởng hơn bảy triệu bản trên toàn thế giới.